# Guerra civil franca
La Guerra Civil Franca foren les guerres lliurades entre els fills de Lluís el Pietós a la mort d'aquest el 20 de juny del 840 fins al Tractat de Verdun del 843.

## Antecedents
Carlemany va tenir diversos fills, però només en va sobreviure un, Lluís el Piadós, qui va succeir al seu pare al capdavant de l'imperi unificat.

## La guerra
Lotari I immediatament després de la mort del seu pare Lluís el Piadós en 840 va enviar emissaris per tots els dominis per ser reconegut com a emperador i va prometre conservar a tots els nobles en els càrrecs i donar els millors honors als que més afectes li fossin; els sospitosos van haver de fer-li jurament de fidelitat. Va demorar passar els Alps fins a saber el resultat d'aquestes ordes però fou informat que la major part dels senyors, per temor o per ambició, li donaven suport, va sortir d'Itàlia per anar a prendre possessió de tots la monarquia. Ja comptava que el seu germà Lluís el Germànic i el germanastre Carles el Calb s'oposarien al seu domini total i va decidir reduir-los per la força. Primer va declarar la guerra al rei de Baviera (Lluís el Germànic) i va fer creure que volia respectar els acords sobre Carles, però li demanava aturar les operacions contra Pipí fins no haver-ho discutit junts. Llavors va marxar contra Lluís que ja s'havia apoderat de les províncies del Regne de Germània; els dos exèrcits es van trobar a Frankfurt i estaven a punt de lluitar quan Lotari va proposar una conferència a Lluís i els dos germans van convindre una treva fins a l'11 de novembre quan decidirien al mateix lloc per les armes o la negociació. Llavors Lotari es va dirigir contra Carles trencant la paraula donada.
Carles estava mentre a Bourges on havia convocat l'assemblea del regne per trobar un acord amb Pipí II que el permetés si arribava el cas, enfrontar a Lotari. El jove Pipí II d'Aquitània havia d'anar a l'assemblea i els seus partidaris s'hi havien compromès, però després de la treva entre Lotari i Lluís demoraven complir esperant que Carles s'hagués de retirar i Pipí pogués rebre socors de Lotari que ara havia passat a donar-li suport, Bernat de Septimània, duc i comte de Tolosa i marquès de Septimània i/o Gòtia, va donar suport a Pipí II. Tots els senyors aquitans partidaris de Pipí s'havien lligat per un jurament: no fer cap acord ni tractat un sense l'altra, concertat inicialment entre Pipí II i Bernat, i després adoptat per altres senyors. Bernat de Septimània no donava suport obert a Pipí; inicialment s'hi va acostar perquè era un enemic jurat de Lotari, però com que era subjecte de Carles el Calb quan Lotari va passar a donar suport a Pipí, va intentar la pau entre aquest i Carles i va negociar en nom del jove rei aquità amb Carles. Aquest rei va conèixer el suport donat per Bernat a Pipí, i Bernat va passar a ser sospitós d'infidelitat.
Quan Pipí es va sentir recolzat per Lotari no va voler seguir negociant amb Carles. Aquest va enviar ambaixadors a Lotari per recordar-li el seu compromís i li va prometre que si el respectava el consideraria el seu superior i li seria fidel, respectant-lo com el seu germà gran i padrí que era. Lotari li volia fer abaixar la guàrdia i li va respondre que li comunicaria aviat les seves intencions, però va seguir avançant. En resposta Carles va sortir de Bourges i va anar a Quierzy on se li van reunir diversos senyors però altres van refusar reconèixer-lo. Només arribar a Quierzy va saber que Pipí havia iniciat la campanya per afavorir a Lotari i s'acostava a Bourges que volia ocupar i arrestar a l'emperadriu Judit de Baviera que s'havia quedat a la ciutat. Carles va anar ràpid cap a Bourges per posar en seguretat a Judit i després va atacar a l'exèrcit de Pipí i el va posar en fuita (agost). Carles va establir tropes a diversos llocs per assegurar el control d'Aquitània.
Lotari mentre va creuar el Meuse, que separava els seus estats dels de Carles, i va avançar sense oposició fins al Sena on la major part dels senyors es van sotmetre voluntàriament. Va creuar aquest riu i es va acostar a Chartres mentre els seus partidaris sotmetien tot el territori entre el Sena i el riu Loira; ja estava disposat a entrar a Aquitània per unir-se a Pipí II quan va saber que l'exèrcit de Carles marxava contra ell. Carles havia arribat a Quierzy amb Judit el 24 d'agost on va celebrar consell de guerra i es va decidir morir amb les armes a la mà per defensar els drets de Carles i anar a trobar a l'enemic. Els dos exèrcits es van trobar prop d'Orleans i van acampar a uns 25 km un de l'altra: Lotari no volia arriscar una batalla i esperava convèncer els senyors de passar al seu bàndol, així que va fer propostes de pau, i com que no va poder atreure als senyors fidels a Carles va oferir a aquest deixar-li la possessió d'Aquitània, Septimània i Gòtia i Provença i deu comtats entre el Loira i el Sena, fins que el conflicte es decidís posteriorment en una assemblea celebrada a Attigny a la riba de l'Aisne el 8 de maig del següent any, i amb la condició de no sortir d'aquestos territoris abans. Carles va acceptar sota els consells dels seus ministres per no arriscar la vida i el regne en un sol combat especialment tenint en compte que el seu exèrcit era inferior al de Lotari. Just després del tractat Lotari ja estava enviant emissaris als territoris promesos demanant declarar-se en favor seu. El mateix Lotari va avançar cap a Provença per demanar als senyors del país de sotmetre's
Carles després de l'acord esmentat es va dirigir a Orleans on va rebre algunes tropes de Borgonya que li enviaven els comtes Teobald i Guerí de Macon (comte 825-853, comte de Mémontois 832-853, comte de Chalons-sur-Saone 835-853) i va cridar a Bernat de Septimània amb les forces del seu govern. Bernat va fer veure que obeïa, però després va refusar trobar a Carles, que s'havia traslladat a Nevers, al·legant el jurament fet a Pipí II. Per contra va oferir anar a buscar a aquest i portar-lo per sotmetre's tots al rei i fer la pau sota promesa que si no ho aconseguia en 15 dies, trencaria el seu jurament i es reuniria amb Carles al que reconeixeria com a senyor. Sembla que Bernat es considerava vassall de Pipí pel Tolosà i vassall de Carles per Septimània. Carles va acceptar i es va dirigir a Bourges per rebre a Pipi i Bernat el dia previst que era els primers dies del 841. Bernat va arribar a Bourges el dia assenyalat però sense Pipí; però va refusar reconèixer a Carles com havia promès. Carles irritat contra el duc després de tantes proves de deslleialtat, va decidir castigar-lo i es va disposar a atacar-lo i capturar-lo, però Bernat fou informat al darrer moment de les intencions del rei i es va poder evadir a temps, si bé una part de la seva gent va morir en combat i altres van caure presoners. .
En endavant Bernat es va mostrar més cautelós. Volent conservar el govern de Septimània va intentar reconciliar-se amb el rei Carles. Poc després va demanar la seva amistat si bé secretament va restar fidel a Pipí II. Carles, que el volia utilitzar per fer la pau amb Pipí, li va permetre anar a trobar-lo a Bourges on Bernat li va fer grans protestes de fidelitat i que ho hagués demostrat si no hagués caigut en desgràcia, però que tot i els maltractaments rebuts del rei li seria sempre fidel i reptava a duel a qualsevol que digués el contrari o que digués que havia estat deslleial. Carles no devia estar gaire convençut però va fingir que si perquè era el seu major actiu per aconseguir la submissió de Pipí i separar-lo de l'aliança amb Lotari. Així que va retornar a Bernat al favor reial i el va omplir de gràcies i favors i després el va enviar a negociar la pau amb Pipí i els seus partidaris.
Carles, veient que el temps de l'obertura de la dieta d'Attigny s'acostava, va reunir el seu consell, i es va acordar que si Lotari refusava reconèixer-li el que li pertocava per dret es recorreria a les armes. El rei es va posar al davant del seu exèrcit i es va dirigir al lloc de reunió i va cridar a tots els seus partidaris. El comandament fou donat a Guerí de Provença comte de Mâcon. bernat va iniciar el viatge amb les forces de Septimània però va anar lent esperant arribar tard per agafar el partit millor segons el resultat de la batalla.
Carles a la seva arribada al Sena va trobar que les forces de Lotari havien destruït els pont i confiscats els vaixells i bots, i ocupaven la riba disposat a disputar el pas. Veient que no podia travessar el riu que anava molt crescut degut a les pluges, va baixar fins a Rouen on va aconseguir alguns vaixells mercants podent llavors creuar i va posar en fuita a un contingent que vigilava el lloc. Carles es va dirigir a Saint-Denis on va saber que les forces de Lotari s'havien posat en camí per anar a atacar a Teobald i Guerí i altres senyors que encara no havien arribat. Va repassar el riu Sena i després de caminar tota la nit va arribar a la confluència d'aquest riu amb el Loing, entre Melun i Montereau-Fault-Yonne on se li va unir Guerí, i d'allí va marxar cap a Sens en l'esperança de sorprendre l'exèrcit de Lotari acampat no gaire lluny, però aquestes forces, al saber que s'acostava Carles, van fugir i el rei no els va poder perseguir per la gran fatiga dels seus homes. El Divendres Sant Carles era a Troyes on va celebrar la Pasqua.
Lotari mentre estava ocupat personalment en fer la guerra a Lluís el Germànic a l'altre costat del Rin, i quan va saber que Carles havia creuat el Sena i la poca eficàcia de les seves forces, va marxar ràpidament a la zona al·legant que havia creuat els límits fixats abans de l'assemblea d'Attigny. Carles es queixava que Lotari havia vulnerat abans el tractat però va decidir anar a Attigny el 6 de maig vespra del dia assenyalat. Va esperar quatre dies i Lotari no es va presentar però finalment va fer arribar noves proposicions, que Carles va rebutjar quan va saber que Lluís el Germànic s'havia posat en marxa des de Baviera, i Lotari podia ser agafat entre dos focs.
Carles es va dirigir a Châlons-sur-Saône seguit de l'emperadriu Judit amb les tropes d'Aquitània. En arribar a la ciutat va saber que Lluís de Germània havia trobar a Adablbert duc de Metz o Austràsia que li barrava el pas, i l'havia derrotat completament a la batalla de Ries (13 de maig) en la que Adalbert va morir. Poc després Lluís i Carles reunien les seves forces a Chalons. Encara els dos reis van enviar missatges a Lotari oferint una darrera proposta de pau força avantatjosa per l'emperador (respecte de la partició de Worms i cessió a Lotari de tot l'equip militar excepte les espases i cavalls). Els dos exèrcits estaven ja preparats per l'enfrontament però Lotari esperava les forces de Pipí procedents d'Aquitània i es va allunyar. Lotari no feia ni la guerra ni la pau; va intentar ocupar Fontenoy, una posició avantatjosa a la diòcesi d'Auxerre però Lluís i Carles ho van impedir i les seves forces es van apoderar del poble de Tauriac, veí de Fontenoy (Fontenai). L'endemà 23 de juny tot estava a punt quan al darrer moment es va presentar una nova oferta de pau a Lotari que incloïa la cessió d'alguns territoris més a la zona de les Ardennes. Pipí encara no havia arribat i Lotari va demanar temps per deliberar i es va acordar una treva de dos dies. Però el dia 24 de juny va arribar Pipí i Lotari va refusar les noves ofertes de pau. El dia 25 els dos exèrcits van entrar en combat en la batalla de Fontenoy-en-Puisaye.
Absent Bernat de Septimània la seva dona Duoda va quedar a Usès on el 22 de març de 841 va donar a llum un segon fill del duc, el famós Bernat Plantapilosa (en francès Plantevelue). El primer fill Guillem, de 15 anys, l'acompanyava i Bernat va ordenar al bisbe d'Usès, Elefant, de portar-li al seu fill abans de batejar. Després de la victòria el duc Bernat va enviar el seu fill Guillem a renovar la fidelitat a Carles i oferir els seus serveis envers un tractat amb el jove Pipí II. Guillem va demanar al mateix temps la investidura d'alguns feus a Borgonya. Carles va acceptar, va concedir els feus, i va rebre el jurament de Guillem, i el va despatxar per marxar amb el seu pare a negociar la submissió amb Pipí. Llavors Carles es va separar del seu germanastre Lluís que va retornar cap al Rin i es va dirigir a Aquitània amb la seva mare Judit on esperava fer la pau amb Pipí.
Pipí s'havia refugiat al sud del regne i es va mostrar receptiu a un acord, però després el va refusar sota diversos pretexts; no és clar si fou que Bernat li aconsellava no sotmetre's o era cosa seva i dels seus lleials. Bernat va haver de reconèixer davant Carles que no podia obtenir la submissió de Pipí. Carles va decidir actuar per la força però mancat de prou tropes va haver d'anar a França on el cridaven els afers i tornà a creuar el Loira. Només va aconseguir treure del patit de Pipí alguns senyors menors.
Carles es va dirigir a Langres on l'1 de setembre s'havia de reunir amb el seu germanastre Lluís el Germànic; pel camí Lluís el va advertir que Lotari després d'una assemblea havia reunit altre cop un exèrcit que el pressionava a Germània i, per tant, no podria acudir a la reunió. Carles es va disposar a anar en socors de Lluís i Lotari va cridar en ajut a Pipí amb les seves forces i abandonant la lluita contra Lluís va marxar contra Carles. Aquest li va enviar emissaris amb propostes de pau i va cridar al rei de Baviera en ajut, quedant en trobar-se a París on també va cridar a altres vassalls. Lotari pel seu cantó va avançar cap a Saint-Denis on es disposava a passar el Sena però no va poder a causa d'una crescuda i llavors va oferir la pau a Carles i li va oferir la possessió pacifica de la part occidental del regne però sense Provença i Aquitània, i amb la condició de trencar la seva aliança amb Lluís el Germànic, i Lotari es comprometia a abandonar a Pipí. Carles va refusar trencar l'aliança, ja que haguera posat en dubte el seu honor, i tampoc podia abandonar als vassalls entre el Sena i el Meuse dels que havia rebut jurament de fidelitat, i a més aquesta zona li havia assignat el seu pare Lluís el Pietós i ell no el podia contradir; però va acceptar una treva sobre la base que cada part conservaria els territoris que dominava fins a la primavera pròxima on negociarien en una dieta les diferències i si no hi havia acord decidirien les armes. Lotari va refusar i es va dirigir a Sens esperant els socors de Pipí. Reunits els dos contingents es van dirigir al Maine que van assolar, però al saber que el rei Lluís el Germànic s'acostava, Lotari va decidir abandonar el Maine i es va retirar a Aquisgrà per passar l'hivern i Pipí va tornar a Aquitània. Carles pel seu costat va passar el Nadal a Châlons-sur-Marne i es va dirigir al Rin per entrevistar-se amb Lluís.
L'entrevista va tenir lloc a Estrasburg el 14 de febrer del 842 i per un jurament es van aliar contra Lotari. Carles es va dirigir a les seves tropes amb la llengua romana del poble que per Devic i Vaisette era molt propera de l'occità (i llunyana del francès); Lluís ho va fer en tudesc, proper a l'alemany. després es van dirigir a Worms i van enviar una ambaixada a Lotari per demanar entrar a la pau. Esperant l'arribada de Carloman, fill de Lluís, amb un contingent de reforç des de Baviera, es van celebrar diversos torneigs que després van esdevenir comuns entre la noblesa. Finalment va arribar Carloman i quasi al mateix temps els ambaixadors enviats a Lotari, amb el refús d'aquest. Decidits a combatre es van acostar al Meuse sense trobar oposició. Lotari havia estat abandonat per una part de l'exèrcit i no disposava de prou forces per resistir, i va abandonar el país (16 de març) dirigint-se cap al Roine amb les poques tropes que el seguien. Carles i Lluís van entrar a Aquisgrà i van escollir dotze grans senyors per fer la partició del regne entre ambdós; els senyors van treballar acuradament i més que fer porcions iguals van treballar a fer porcions que poguessin satisfer a tots. La part Occidental fou per Carles i l'Oriental per Lluís.
Lotari intentava recuperar-se a la zona del Roine i Lió però no ho va aconseguir. Incapaç de triomfar per la via de les armes va avançar cap a Mâcon i va enviar ambaixadors per fer propostes de pau; demanava que per respecte a la seva condició imperial li fos cedit almenys un terç del territori, i ell renunciaria a la resta, o es fes un repartiment igualitari de la monarquia excepte Llombardia, Baviera i Aquitània que cadascun conservaria; i proposava un govern independent un de l'altra sense perjudici de l'amistat i la unió fraternal; per tant Lotari renunciava a ser el cap de la família reial sobre tota la monarquia tal com havien estat abans Carlemany i Lluís el Pietós. Carles i Lluís van acceptar les propostes i van acceptar donar un terç, concretat en els països entre el Rin i els Alps, entre el Meuse i el Saône i del Roine des de Lió fins a la mar, a més d'Itàlia, però si no estava d'acord decidirien les armes. Lotari va manifestar un principi d'acord però reclamava una mica més i va aconseguir alguns territoris a la riba esquerra del Meuse cap a la Regió de les Ardenes. Es va acordar que Lotari acceptaria aquesta partició provisional fins que se'n pogués fer una de definitiva més exactament igual pels tres sempre excloent Aquitània, Baviera i Itàlia, i es deixava a Lotari, com a germà gran, l'elecció de quin dels tres lots volia.
Es va acordar una entrevista a tres a una illa del Saona propera a Mâcon, el 15 de juny; aquest dia cadascun s'hi va presentar seguit per alguns senyors i es van jurar amistat sincera i pau constant. La partició en tres parts es faria l'1 d'octubre en una reunió a Metz amb 40 delegats de cadascun. Mentre cap dels tres germans creuaria els límits assignats provisionalment.
En el tractat provisional Aquitània quedava per Carles excloent a Pipí II, abandonat per Lotari. Després del tractat Carles es va dirigir a Aquitània per posar fi a la resistència de Pipí. Aquest va presentar batalla però fou derrotat i obligat a fugir i amagar-se; Carles no el va poder trobar i va haver de repassar el Loira per anar a la conferència de Metz deixant per seguir les operacions i vetllar per la seguretat del país a Guerí de Provença i alguns altres senyors. Però Pipí tenia molts partidaris a Aquitània i estaven en campanya; un contingent pipínida va fer una emboscada al comte Egfrid, lleial a Carles, que seria un lloctinent de Guerí; Egfrid es va lliurar del parany i encara va causar diverses baixes als enemics, fent alguns presoners
Carles va sortir d'Aquitània el setembre i va arribar a Worms on es va trobar amb Lluís de Germània. Lotari per la seva banda va anar a Thionville, que era propera a Metz. Lluís i Carles li van demanar d'allunyar-se per no influir en la decisió dels delegats però finalment es va decidir traslladar l'assemblea a Coblentz on els 120 delegats es van reunir el 19 d'octubre. Però els delegats de Carles van al·legar que no coneixien els països que havien d'entrar a la partició i van renunciar a prendre cap decisió. La conferència fou inútil i l'hivern ja era al damunt; les lluites i altres causes havien provocat una fam general i es va decidir donar un temps als delegats per instruir-se sobre allò que deien ignorar i es va acordar una treva i ajornar la partició a una altra assemblea a celebrar a Verdun el 26 de juny del 843 i mentre seguia vigent la partició provisional. Cadascun es va retirar als seus estats i Carles va anar a Quierzy on es va casar amb la reina Ermentruda el 14 de desembre del 842.
Després del matrimoni Carles va anar a Saint-Quentin on va passar el Nadal. El 24 de desembre apareix donant una carta a un vassall de nom Miló al que cedia la propietat d'alguns feus a la Fenolleda i el Perapertusès, a la diòcesi de Narbona el que vol dir que Septimània li pertanyia però per altres documents sembla que no era reconegut arreu i Bernat de Septimània treballava pels seus propis interessos
Mentre Pipí seguia actiu a Aquitània. Es creu que Bernat de Septimània, en haver d'entregar Tolosa a Guerí de Provença, es va revoltar i va entregar la ciutat, a Pipí II, al que seguia gran part del país. El 843 sembla que va estar combatent a Bretanya. Va estar també amb seva mare l'emperadriu Judit de Baviera que va morir a Tours el 19 d'abril del 843 sent enterrada a l'església de Sant Marti. El 5 de juliol de 843 va arribar a Attigny i es va dirigir l'agost cap a l'assemblea de Verdun on ja eren els seus germans.

## Tractat de Verdun
D'acord tots tres van repartir tota la monarquia segons l'acord dels delegats, excloent a Pipí II d'Aquitània. Lotari I va triar la part central amb Itàlia, els països entre els Alps d'un costat i l'Escaut, el Meuse, el Saona i el Roine fins a la Mediterrània de l'altra, i diversos comtats a l'altre costat del Roine entre els quals el Vivarès i Uzès; la part Occidental va anar a Carles II el Calb (Nèustria, Aquitània, part de Borgonya, Septimània i Gòtia) i la part Oriental a Lluís el Germànic (Tots els territoris a l'est del Rin i algunes poblacions a la part occidental d'aquest. Els tres prínceps van jurar respectar la partició. Després Carles va anar a Germigny a la diòcesi d'Orleans on es va reunir amb un grup de bisbes per reformar els abusos que aprofitant els conflictes afectaven a l'església. Entre els assistent Notó d'Arle i els bisbes de Viena del Delfinat i Besançon.